# Джеймс Роудей
Джеймс Роудей Родригес (на английски: James Roday Rodriguez) е американски актьор, известен с ролята си на Шон Спенсър в сериала „Осмо чувство“. От 2018 до 2023 г. играе ролята на Хавиер „Гари“ Мендес в сериала „Милион малки неща“.

## Биография
Родригес е с мексикански произход. Син е на Джим Родригес. Учил е в Нюйоркския университет и е завършил бакалавър (театрално майсторство). Заедно с Брад Райдър е основал театралната компания „Ред дог скуадрон“ (Red Dog Squadron) в Лос Анджелис. В интервю от юли 2020 г. Родригес обяснява, че е избрал да бъде кредитиран като Роудей, защото продуцентите и кастинг режисьорите са смятали, че външния му вид не съвпада с латино фамилията му. Дотогава всички роли, за които се явява на кастинг, не са с латино произход. За да запази първата си работа, легално променя презимето си от Дейвид към Роудей и премахва Родригес от екранното си име. В същото интервю споменава и че съжалява, че толкова бързо е продал културното си наследство и че вече ще се кредитира с легалното си име Джеймс Роудей Родригес.

## Роли
Родригес е участвал в различни театрални продукции, включително „Три сестри“, „Дванадесетата нощ“ в ролята на Себастиян и други. Също така е участвал във филмите „Царете на хаоса“ и „Бирфест“. Зад сцената, той и сценаристите Тод Хартан и Джеймс де Монако, са написали сценария на филма Skinwalkers, той също ще продуцира филма „Лесна печалба“ (Gravy), който в средата на 2006 е в разработка.
Ролите на Родригес в телевизията, включват роли в сериала „Сватовницата“ през 2003 в ролята на Ник Пейн, и в „Осмо Чувство“, излъчен за първи път на 7 юли 2006 г. в ролята на като Шон Спенсър, където му партнират Дюле Хил, Корбин Бърнсън, Маги Лоусън и други.

## Награди и номинации
През 2006 е номиниран за най-добър актьор в сериал, комедия или мюзикъл за „Осмо чувство“, от наградите „Сателит“. Също така заемаше #62 място в списъка на сп. „Пийпъл“ за „100 най-красиви хора“ публикуван през 2007. През 2008 е номиниран за наградите NCLR ALMA, за участието си в „Осмо чувство“